# 長本吉斉
長本 吉斉（ながもと よしなり 1965年-）は日本の英語教育者。TOEFLおよびTOEICの試験対策の著書を複数刊行するとともに、英語塾AREを主宰している。

## 略歴
神奈川県川崎市出身。明治大学商学部を卒業。在学中にアメリカに留学。1992年、川崎市にて英語塾AREを設立した。
週刊英和新聞朝日ウィークリーにおいて2015年4月から翌2016年3月まで記事「TOEIC®テスト単語のツボ」を、その後、同誌にて2016年4月より記事「TOEIC®テスト ランダム・トーク」を連載。

## 著書

### 時事英語
- 長本吉斉『快感!TIMEが読めるキーボキャブラリー600』明日香出版社、1993年。ISBN 4870306158。

### TOEIC 対策
- 長本吉斉『はじめてのTOEIC: 傾向と超直前対策と高得点テクニック』明日香出版社、1992年。ISBN 487030547X。
- 長本吉斉『TOEIC基礎完璧リスニング: 基礎の基礎から750点突破までの強化集中ゼミナール』明日香出版社〈Asuka business & language books〉、1993年。ISBN 4870306565。
- 長本吉斉『TOEIC文法急所総攻撃』明日香出版社〈Asuka business & language books〉、1995年。ISBN 487030807X。
- 長本吉斉『TOEIC文法鉄則大攻略』明日香出版社、1995年。ISBN 4870308193。
- 長本吉斉『TOEIC test大特訓プログラム: はじめてのチャレンジ』ベレ出版〈CD book〉、1999年。ISBN 4939076040。
- 長本吉斉『TOEIC test大特訓プログラム: はじめてのチャレンジ: 必ず出題される要点完全整理と実戦問題集中攻略』ベレ出版〈CD book〉、1999年。ISBN 4939076040。
- 長本吉斉『TOEIC test730点突破大特訓』ベレ出版〈CD book〉、2001年。ISBN 4939076725。
- 長本吉斉『TOEIC test860点突破大特訓』ベレ出版〈CD book〉、2001年。ISBN 493907675X。
- 長本吉斉『TOEICテスト650点突破!文法講義の実況中継』語学春秋社、2008年。ISBN 9784875686989。
- 長本吉斉『はじめての新TOEICテスト完全攻略バイブル: 必携!: 全パート詳説で600～850点が狙える!』PHP研究所、2009年。ISBN 9784569772769。
- 長本吉斉『新TOEICテスト誤答選択肢大攻略: ひっかけ問題を熟知し、さらに100点アップを目指す』東京書籍、2011年。ISBN 9784487804429。
- 長本吉斉『TOEIC TEST文法急所総攻撃: 文法の基礎からしっかり学習。厳選例文と豊富なExerciseでボキャブラリーも増強できる!』明日香出版社〈改訂版〉、2014年。ISBN 9784756916655。

### TOEFL 対策
- 長本吉斉『はじめてのTOEFL: 完全英単語1500』明日香出版社、1991年。ISBN 4870305089。
- 長本吉斉『はじめてのTOEFL: 傾向と直前対策と高得点テクニック』明日香出版社、1991年。ISBN 4870304708。
- 長本吉斉『はじめてのTOEFL: 必ず出題される基礎文法集中攻略』明日香出版社〈改訂新版〉、1997年。ISBN 4756900569。
- 長本吉斉『TOEFL test 620点: 実戦型文法完全制覇マニュアル』明日香出版社〈Asuka business & language books〉、1998年。ISBN 4756900895。

## 英語塾ARE
1992年に川崎市で設立された英語塾AREは、1994年に代々木へ移転した。所在地は代々木1丁目32-2清雅ビル2階、のち代々木1丁目32-11Kビル6階、のち代々木2丁目11-2由井ビル6階へと変更された。代々木校と並行して横浜校も存在した（2005年頃まで）。2016年6月1日に代々木を離れ、中野サンプラザ9階に移転した（中野教室）。さらに2017年に東中野へ移転した。2020年7月に新型コロナウイルス対策として所在地を川崎市麻生区の新百合ヶ丘教室に移した。代々木から中野時代にかけて、AREのウェブサイトには「TOEFL TEST・TOEIC TEST対策特化型専門校」と掲げられていたが、新百合ヶ丘教室は「TOEIC対策英語塾」となっている。長本は、設立以来一貫して英語塾AREの代表を務めている。